# Halina Buczkowska
Halina Barbara Buczkowska (ur. 23 października 1952) – polska profesor nauk rolniczych, specjalistka w zakresie warzywnictwa, prorektor Uniwersytetu Przyrodniczego w Lublinie (2016–2020).

## Życiorys
Jest absolwentką Wydziału Ogrodniczego Akademii Rolniczej w Lublinie (1976). Doktoryzowała się z nauk rolniczych w 1983. W 1997 na Wydziale Ogrodniczym AR habilitowała się z nauk rolniczych w dyscyplinie ogrodnictwo, w specjalności warzywnictwo na podstawie pracy Badania nad modyfikacją mikroklimatu w polowej uprawie papryki słodkiej (Capsicum annuum L.). Tytuł naukowy profesora nauk rolniczych otrzymała w 2003.
Zawodowo związana z macierzystą uczelnią, gdzie w 2001 została profesor nadzwyczajną, a następnie zwyczajną w Katedrze Warzywnictwa i Zielarstwa Wydziału Ogrodnictwa i Architektury Krajobrazu. W latach 2008–2012 pełniła funkcję prodziekan Wydziału Ogrodnictwa i Architektury Krajobrazu. Od 2016 do 2020 prorektor ds. studenckich i dydaktyki.
Jej zainteresowania naukowe obejmują: agrotechnikę i skład chemiczny wybranych gatunków roślin warzywnych i zielarskich (papryka słodka i ostra, bakłażan, rabarbar, dynia, bieluń, rabarbar, karczoch, rzewień) w uprawie polowej oraz w pomieszczeniach bez ogrzewania. Autorka lub współautorka 167 publikacji, 78 oryginalnych prac twórczych, 1 patentu, 4 rozdziałów w podręcznikach akademickich. Promotorka dwojga doktorów, m.in. Andrzeja Sałaty. 
Jest członkinią Lubelskiego Towarzystwa Naukowego, Polskiego Towarzystwa Nauk Ogrodniczych (od 2015 wiceprezeska, a następnie członkini Zarządu Głównego). W latach 2011–2015 członkini Komitetu Nauk Ogrodniczych Polskiej Akademii Nauk. 

## Odznaczenia i wyróżnienia
- Srebrny Krzyż Zasługi (2001)[3]
- Medal Komisji Edukacji Narodowej
- Nagroda zespołowa II stopnia Ministra Nauki za cykl badań nad technologią uprawy papryki słodkiej
- Honorowa Odznaka Zasłużony dla AR w Lublinie
- 11 nagród indywidualnych i 1 zespołowa Rektora UP w Lublinie